# افزایشگر
افزایشگر یا افزاینده (به انگلیسی: Enhancer)، به بخش کوتاهی از دی‌ان‌آ می‌گویند که می‌تواند به برخی پروتئین‌های ویژه بچسبد و با این کار رونویسی ژن را در یک خوشهٔ ژن افزایش دهد. صدها هزار افزاینده در ژنوم انسان وجود دارد. افزاینده‌ها را می‌توان هم در یوکاریوت‌ها و هم پرکاریوت‌ها یافت.
با اینکه افزاینده‌ها گونه‌ای سامان‌دهندهٔ همسو هستند ولی نیازی نیست که نزدیک ژن‌هایی باشند که روی آنها اثر می‌گذارند. با این وجود گاهی برای کارکردشان نیاز است که بر روی همان فام‌تنی (کروموزوم) باشند که ژن بر رویش جای دارد. افزاینده‌ها اگرچه ممکن است از لحاظ خطی دور از راه‌انداز باشند ولی از لحاظ مکانی به راه‌انداز نزدیک هستند.